# Kostjantyniwka (Bohoduchiw, Krasnokutsk)
Kostjantyniwka (ukrainisch Костянтинівка; russisch Константиновка Konstantinowka) ist ein Dorf im Nordwesten der ukrainischen Oblast Charkiw mit etwa 1300 Einwohnern (2015).

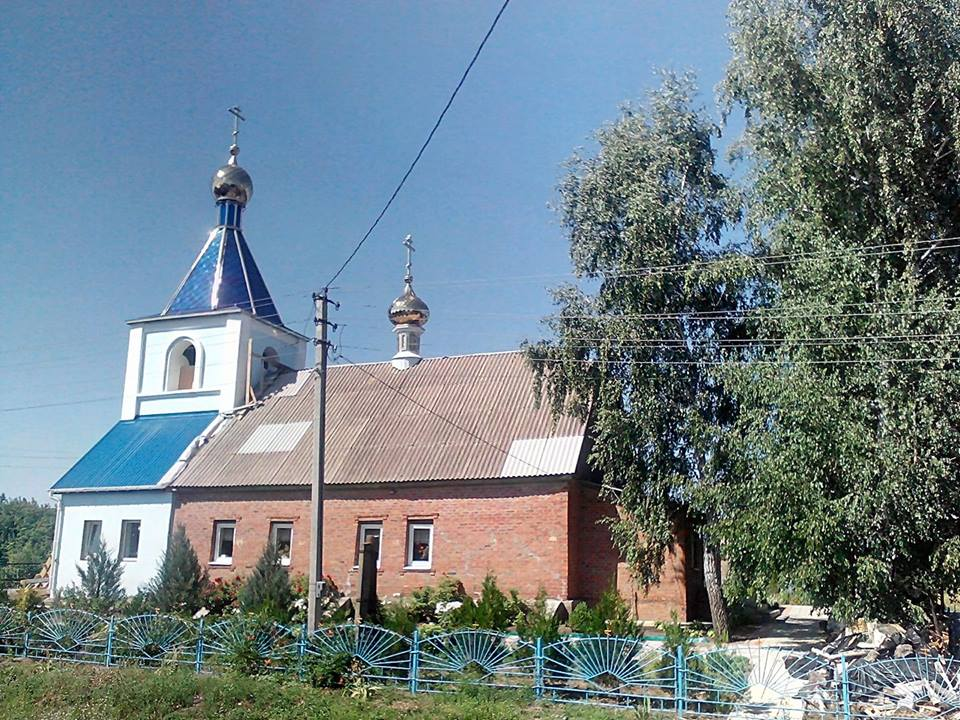
Kirche im Ort

Die 1885 gegründete Ortschaft liegt an der Territorialstraße T–21–06 23 km südlich vom ehemaligen Rajonzentrum Krasnokutsk und etwa 100 km westlich von Charkiw.
Zwischen 1975 und dem 23. September 2021 hatte sie den Status einer Siedlung städtischen Typs.
Am 12. Juni 2020 wurde die Siedlung ein Teil der neugegründeten Siedlungsgemeinde Krasnokutsk, bis dahin bildete sie zusammen mit den Ansiedlungen Kamjano-Chutirske (Кам'яно-Хутірське), Kowaliwske (Ковалівське) und Stepowe (Степове) die gleichnamige Siedlungratsgemeinde Kostjantyniwka (Костянтинівська селищна рада/Kostjantyniwska selyschtschna rada) im Süden des Rajons Krasnokutsk.
Am 17. Juli 2020 kam es im Zuge einer großen Rajonsreform zum Anschluss des Rajonsgebietes an den Rajon Bohoduchiw.